# Лаунхардт, Вильгельм
Карл Вильгельм Фридрих Лаунхардт (Лаунгардт; нем. Carl Wilhelm Friedrich Launhardt; 7 апреля 1832, Ганновер—14 мая 1918, Ганновер) — немецкий экономист, член Прусской палаты господ, первый ректор Ганноверской высшей технической школы, создатель теории размещения производства.

## Биография
Вильгельм Лаунхардт родился 7 апреля 1832 году в Королевстве Ганновер.
В 1848 году он поступил в Ганноверскую высшую техническую школу (ныне Ганноверский университет), где был членом вокального клуба, в 1859 году сдал экзамен на инженера-строителя.
С 1854 по 1869 год работал в Государственном строительном управлении Королевства Ганновера, где в 1866 году был членом дорожной инспекции Геештемюнда, а в 1867 году продвинулся на должность инженера путей, с весны 1869 работал на строительстве Венло-Гамбургской железной дороги.
С октября 1869 года начал преподавать в Ганноверской высшей технической школе строительство автомобильных и железнодорожных мостов.
В 1871 года он получил звание профессора, 1872 году по его проекту построен мост в Гёте.
В 1875 году стал директором Ганноверской высшей технической школы, а с 1880 по 30.06.1886 год — её первым ректором.
В 1880 году стал ассоциированным членом Академии строительства в Берлине.
с 1889 года после присоединения Ганновера к Пруссии, стал членом Прусской палаты господ, получил степень почётного доктора Технического университета Дрездена.
14 мая 1918 года Вильгельма не стало.

## Основные идеи в науке
Лаунхардт является представителем немецкой классической политической экономии, одним из первых в работах использует математический аппарат, а в 1885 печатает книгу «Математические основы экономики», 
является одним из разработчиков чистой теории экономики благосостояния.
Лаунхардт одним из первых предложил, чтобы ценообразование на железных дорогах формировалось на основе предельных затрат. Максимизация благосостояния потребителей будет достигнута в случае, если дополнительный доход от роста железнодорожных тарифов равен дополнительным затратам от перевозок, а значит постоянные расходы железных дорог должны финансироваться из налоговых поступлений. А частная конкуренция не обеспечивает максимальную эффективность в части самых низких средних затрат на единицу при объеме выпуска, который превышает совокупный рыночный спрос. Если железные дороги будут оставаться в частных руках, то конкуренция будет уменьшаться, и плата за железнодорожные перевозки будет не в состоянии максимизировать экономическое благосостояние. Что приводит к тому, что железные дороги должны субсидироваться и регулироваться государством или принадлежать ему. 
Лаунхардт является первым кто признавал, что услуги коммунального хозяйства требуют государственных субсидий, если максимизировать благосостояния потребителей.

### Диаграмма модели Тюнена

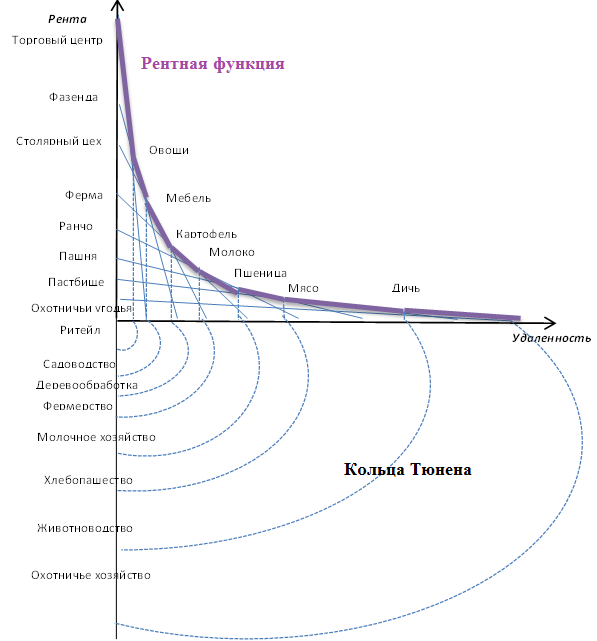
Диаграмма модели Тюнена

Дополнив модель Тюнена источниками сырья и энергоресурсов, стал одним из основателей теории размещения производства.
Указывает, что производство скоропортящихся, тяжелых и объемных продуктов располагается вблизи города, а скотоводство, для которого транспортные расходы на единицу по сравнению с издержками производства на единицу земли невелики, размещается на границе региона. Земельные участки разделяются на кольца, производящие специализированную продукцию, где производится тот товар, который даёт максимальную чистую прибыль на единицу земли, формируя модель землепользования с максимальной земельной рентой.
На ренту не влияют издержки производства и транспортные расходы, которые изменяются по мере удаления от центра, ось абсцисс является линией нулевых значений ренты и линией предельных издержек, а граница зоны отрасли, где рента максимальна, лежит на расстоянии, где предельная рента равна предельным издержкам производства.  
Формирует «Диаграмму модели Тюнена», которая демонстрирует рентную функцию:
{\displaystyle R=e(p-a)-efk},
где R — рента на 1 акр земли, е — цена товара, a — издержки производства товара, f — транспортный тариф на 1 км, k — расстояние до рынка.
По вертикали указывается стоимость земли на каждый вид участка в стоимостном выражении, а по горизонтали удаленность в километрах. Нижняя часть диаграммы образует кольца Тюнена, в которых располагаются производства, а в верхней правой части указываются продукты, производящие данными производствами. Расстояние между кольцами, разграничивающие посевы двух культур:
{\displaystyle r=(v_{1}m_{1}-v_{2}m_{2})/t(v_{1}-v_{2})},
где m1 и m2 — доходность сельскохозяйственных культур на единицу продукции, v1 и v2 — объёмы производства культур, t — транспортный тариф на 1 т·км, r — расстояние от центра.
Диаграмма модели Тюнена применяется для иллюстрации теории выбора культуры Тюнена при следующих допущениях:
- производственная функция линейна и однородна;
- производительность с единицы площади постоянна;
- цены факторов производства одинаковы;
- транспортные расходы линейны и растут в зависимости от удалённости от центра.

В случае нарушения одного из допущений происходит пересечение рентных функций, а значит производство культуры возможно в нескольких кольцах.

### Район продаж Лаунхардта

Район продаж Лаунхардта.

Лаунхард определяет оптимальный район продаж для конкурирующих между собой производителей, находящихся в одной точке и обслуживающих потребителей, равномерно рассредоточенных в зоне.
Определяет цену доставки продукции потребителям — функция от фиксированной цены в месте её производства и транспортных расходов, которые прямо пропорциональны расстоянию до рынка.
Спрос линейно зависит от местной цены доставки: количество проданных товаров одного производителя прямо пропорционально кубу транспортных расходов на доставку от фирмы до окружности границы зоны, где находится рынок, и обратно пропорционально квадрату транспортных тарифов. 
На диаграмме Района продаж показал, что А и В — пункты размещения двух производителей; овал — район продаж производителя В, чей товар является худшим, то есть более тяжел на единицу ценности товара, у которого угол наклона функции транспортных расходов больше; х и у — расстояние двух производителей от точки Е, где цены франко-завод для двух товаров равны. 
Если издержки производства товаров равны, то овал будет формы круга. Если транспортные расходы двух товаров равны, то овал формируется в гиперболу, вогнутую в сторону производителя с более высокими издержками производства. Если равны издержки производства и транспортные расходы, то граница становится в перпендикуляр, разделяющий два пункта расположения производителей. 
Если товаров более двух, то район продаж превращается n-угольник с прямыми сторонами.

### Локационный треугольник Лаунхардта

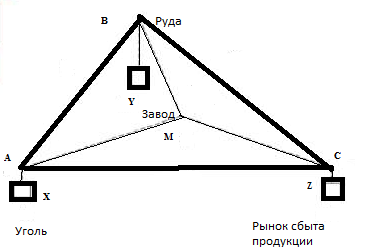
Локационный треугольник Лаунхардта

В. Лаунхардт представил свою модель в работе «Практика эффективного размещения предприятий» от 1882 года как задачу размещения производства (проблема трех точек), где производится один вид продукции, удельные издержки постоянны, существует один рынок сбыта, источник сырья и источник материалов. Оптимальным местом размещения будет то, где транспортные издержки на единицу продукции минимальны: минимальны по доставке сырья и пунктом реализации. Точка оптимального размещения предприятия находится в зависимости от весовых соотношений перевозимых грузов и расстояний. Задача решается методом Локационного треугольника, который имеет геометрический метод нахождения точки размещения: на каждой из сторон локационного треугольника строится треугольник, подобный весовому. Затем вокруг построенных таким образом треугольников описываются окружности, точка пересечения которых и является точкой минимума транспортных издержек:
{\displaystyle T=AMX+BMY+CMZ} → {\displaystyle min},
где T — стоимость перевозки, Х и Y — вес сырья и материалов, требуемого для производства единицы конечного продукта, Z — вес конечного продукта, AM, BM, CM — расстояние от внутренней точки М (места расположения завода) до вершин треугольника.